# Musculus tensor fasciae antebrachii
Der Musculus tensor fasciae antebrachii (lat. für „Spanner der Unterarmfaszie“ oder „Unterarmfaszienspanner“) ist ein Skelettmuskel des Oberarms. Beim Menschen ist er nicht ausgebildet. Er entspringt bei Raub- und Huftieren aus dem seitlichen Epimysium des Musculus latissimus dorsi, bei Huftieren auch am hinteren Schulterblattrand. Der Muskel setzt am Ellbogenhöcker (Tuber olecrani) und der Unterarmfaszie (Fascia antebrachii) an.
Der Musculus tensor fasciae antebrachii bewirkt eine Streckung des Ellbogengelenkes und spannt der Fascia antebrachii. Außer bei Raubtieren bewirkt er auch eine Beugung des Schultergelenkes.
Der Muskel wird vom Nervus radialis innerviert.